# Clossiana dinara
Clossiana dinara är en fjärilsart som beskrevs av Hans Fruhstorfer 1908. Clossiana dinara ingår i släktet Clossiana och familjen praktfjärilar. Inga underarter finns listade i Catalogue of Life.